# Kohei Usui
Kohei Usui (臼井 幸平 Usui Kohei?, nacido el 16 de julio de 1979 en Kanagawa) es un exfutbolista japonés. Jugaba de defensa y su último club fue el Tochigi SC de Japón.

## Trayectoria

### Clubes
| Club              | País  | Año         |
| ----------------- | ----- | ----------- |
| Shonan Bellmare   | Japón | 1998 - 2000 |
| Yokohama FC       | Japón | 2002 - 2004 |
| Montedio Yamagata | Japón | 2005 - 2007 |
| Shonan Bellmare   | Japón | 2008 - 2011 |
| Tochigi SC        | Japón | 2012        |

## Estadística de carrera

### J. League
| Club               | Año   | J. League | J. League | Copa J. League | Copa J. League | Total | Total |
| Club               | Año   | Part.     | Goles     | Part.          | Goles          | Part. | Goles |
| ------------------ | ----- | --------- | --------- | -------------- | -------------- | ----- | ----- |
| Bellmare Hiratsuka | 1998  | 9         | 0         | 0              | 0              | 9     | 0     |
| Bellmare Hiratsuka | 1999  | 13        | 0         | 1              | 0              | 14    | 0     |
| Shonan Bellmare    | 2000  | 3         | 0         | 0              | 0              | 3     | 0     |
| Yokohama FC        | 2002  | 32        | 1         | -              | -              | 32    | 1     |
| Yokohama FC        | 2003  | 39        | 4         | -              | -              | 39    | 4     |
| Yokohama FC        | 2004  | 41        | 7         | -              | -              | 41    | 7     |
| Montedio Yamagata  | 2005  | 40        | 1         | -              | -              | 40    | 1     |
| Montedio Yamagata  | 2006  | 44        | 1         | -              | -              | 44    | 1     |
| Montedio Yamagata  | 2007  | 27        | 2         | -              | -              | 27    | 2     |
| Shonan Bellmare    | 2008  | 32        | 0         | -              | -              | 32    | 0     |
| Shonan Bellmare    | 2009  | 50        | 4         | -              | -              | 50    | 4     |
| Shonan Bellmare    | 2010  | 26        | 0         | 4              | 0              | 30    | 0     |
| Shonan Bellmare    | 2011  | 31        | 3         | -              | -              | 31    | 3     |
| Tochigi SC         | 2012  | 1         | 0         | -              | -              | 1     | 0     |
| Total              | Total | 388       | 23        | 5              | 0              | 393   | 23    |